# Modžtaba Chámeneí
Modžtaba Hossejní Chámeneí (persky مجتبی حسینی خامنه‌ای‎; * 1969 Mašhad) je íránský ší'itský duchovní a druhorozený syn nejvyššího vůdce Íránu Alího Chámeneího.
Podle různých zdrojů je velitelem polovojenské organizace Basídž, která potlačila protesty proti výsledkům prezidentských voleb v roce 2009. Je považován za jednoho z možných nástupců svého otce ve funkci nejvyššího vůdce. V listopadu 2018 na něj Ministerstvo financí Spojených států amerických uvalilo sankce.

## Mládí a vzdělání
Narodil se v roce 1969 v Mašhadu jako jedno ze šesti dětí Alího Chámeneího. Po absolvování střední školy v Teheránu studoval teologii.
V roce 1999 vstoupil do semináře v Qomu.

## Vojenská kariéra
Ve svých 17 letech vstoupil do praporu Habíba bin Mazáhira. Zúčastnil se několika operací v rámci irácko-íránské války.

## Politické aktivity a vliv
V roce 2010 opoziční politik Mostafa Tádžazáde řekl, že jeho soudní případ je pod přímým dohledem Chámeneího.

### Podpora Mahmúda Ahmadínežáda
Byl hlasitým podporovatelem Mahmúda Ahmadínežáda v prezidentských volbách v roce 2005 a 2009. Řada novinářů uvedla, že Ahmadínežád vyhrál částečně právě díky Chámeneímu. Podle různých zdrojů byly na jeho rozkaz potlačeny protesty proti Ahmadínežádově vítězství. Protikandidát Mahdí Karrúbí Chámeneího obvinil z pokusu o zmanipulování voleb.
Ahmadínežád později obvinil Chámeneího ze zpronevěry státních peněz.

### Spekulace o nástupnictví na úřad nejvyššího vůdce
Mnohými médii je považován za jednoho z možných nástupců svého otce ve funkci nejvyššího vůdce. Podle zprávy americké Congressional Research Service z roku 2018 je Chámeneí jednou z nejdůležitějších postav kanceláře nejvyššího vůdce.
Podle Ministerstva financí Spojených států amerických sice oficiálně nevykonává žádnou politickou funkci, avšak jeho otec mu svěřil některé ze svých povinností. Úzce spolupracuje s jednotkami Quds, Islámskými revolučními gardami a Basídžem.

## Soukromý život
V roce 2004 se oženil se Zahrou, dcerou politika Gholáma Alího Haddáda-Adela. Z manželství vzešli dva synové a dcera. Podle organizace WikiLeaks měli údajně manželé problém s neplodností.
Má tři bratry a dvě dcery.